# PSR J1748-2446ad

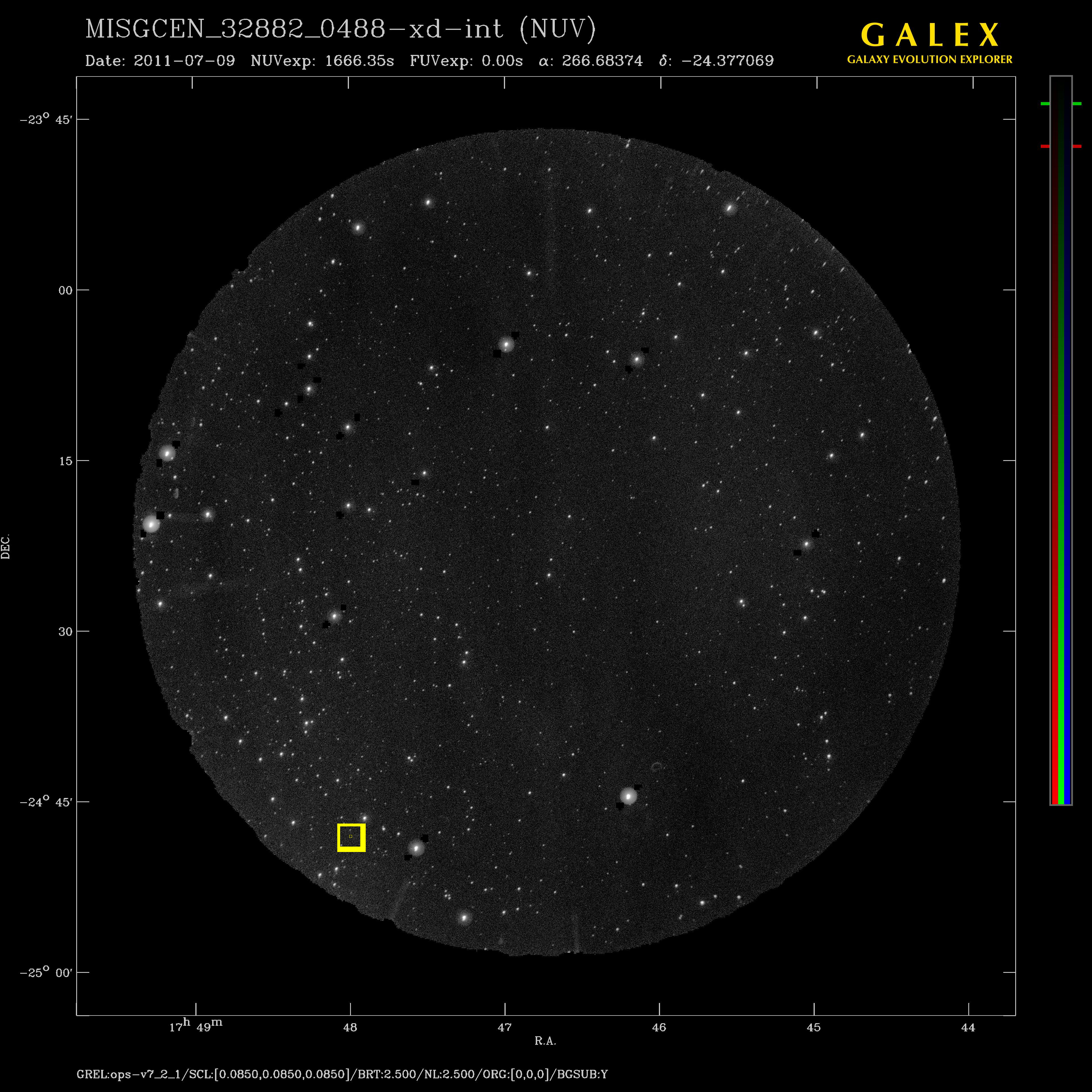
Localização de PSR J1748-2446ad.

PSR J1748-2446ad é o mais rápido pulsar conhecido, a 716 Hz, sendo o período 0,00139595482 (6) segundos. O anterior recorde era detido por PSR B1937+21, descoberto em 1982, girando em 642 Hz.
Este pulsar foi descoberto por Jason WT Hessels da Universidade McGill em 10 de novembro de 2004 e confirmada em 8 de janeiro de 2005.
Cálculo assumem que a estrela de nêutrons contém um pouco menos do que duas vezes a massa do Sol, que é aproximadamente o mesmo para todos as estrelas de nêutrons. O seu raio é limitado a ser inferior a 16 km. Em sua linha do equador está girando em aproximadamente 24% da velocidade da luz, ou mais de 70000 km por segundo.
O pulsar está localizada em um aglomerado globular de estrelas chamado Terzan 5, localizada cerca de 28000 anos-luz da Terra na constelação de Sagitário.
Faz parte de um sistema binário e sofre eclipses regulares com um eclipse fração de cerca de 40%. Sua órbita é altamente circular com um período 26 horas e um raio de 4-5 o terra. O outro objeto é de cerca de 0,14 massas solares, com um raio de 5-6 raios solares. Hessels afirma que o companheiro pode ser uma "estrela de sequência principal avançada, possivelmente ultrapassa seu lóbulo de Roche."
Hessels passa a especular que, a partir da radiação gravitacional, pulsares podem ser detectados por LIGO.